# Gerromorpha
Gerromorpha Popov, 1971 é uma infraordem de insectos da ordem Hemiptera, que inclui espécies semi-aquáticas de água doce conhecidas por caminharem sobre a água aproveitando a tensão superficial, entre as quais os alfaiates e percevejos-de-água. A espécie mais conhecida deste grupo é o alfaiate-comum (Gerris lacustris).

## Sistemática
As oito famílias que são reconhecidas neste táxon estão divididas em quatro superfamílias, sendo que as duas mais pequenas são monotípicas e as duas maiores formam um clado mais avançado. A sequência filogenética de superfamílias e famílias de Gerromorpha é:
- Mesovelioidea
  - Madeoveliidae (por vezes incluídos em Mesoveliidae)
  - Mesoveliidae
- Hebroidea
  - Hebridae
- Hydrometroidea
  - Paraphrynoveliidae
  - Hydrometridae
  - Macroveliidae
- Gerroidea
  - Hermatobatidae
  - Gerridae
  - Veliidae